# Einfacher Graph
Ein einfacher Graph (auch schlichter Graph) ist in der Graphentheorie ein ungerichteter Graph ohne Mehrfachkanten und ohne Schleifen.
Ein einfacher Graph ist also ein geordnetes Paar {\displaystyle (V,E)}, wobei {\displaystyle V} eine Menge von Knoten und {\displaystyle E} eine Menge von Kanten ist. Die Menge {\displaystyle E} ist dabei eine Menge von 2-elementigen Teilmengen von {\displaystyle V}.
Ein einfacher Graph mit {\displaystyle n} Knoten kann demzufolge maximal {\displaystyle \textstyle {n \choose 2}={\frac {n(n-1)}{2}}} Kanten haben. Sind alle diese Kanten vorhanden, wird der Graph als  vollständiger Graph {\displaystyle K_{n}} bezeichnet.
Wenn die Kanten des Graphen zusätzlich mit Werten versehen sind (z. B. Entfernungen), spricht man von einer Gewichtung (auch Bewertung) der Kanten und dann von einem kantengewichteten Graphen.

## Beispiel

Beispielgraph: Deutschland und Nachbarländer

Die Nachbarschaftsbeziehungen zwischen Deutschland und seinen Nachbarländern können als einfacher Graph modelliert werden. In diesem Beispiel umfasst die Menge {\displaystyle V} die Länder und jede Kante steht dafür, dass zwei Länder benachbart sind. In der nebenstehenden Abbildung wird dieser Graph dargestellt, wobei die Knoten als Punkte und die Kanten als Verbindungslinien gezeichnet sind. Man beachte, dass der Graph nur die bestehenden Beziehungen umfasst, dagegen sind Position und Größe der Knoten und Kanten frei gewählt.
Betrachtet man die formale Definition des Graphen als Paar {\displaystyle (V,E)} dann ist die Knotenmenge {\displaystyle V} also durch die Menge {Belgien, Dänemark, Deutschland, Frankreich, Luxemburg, Niederlande, Österreich, Polen, Schweiz, Tschechische Republik} gegeben. Beispiele für Kanten in der Menge {\displaystyle E} sind {Belgien, Deutschland}, {Österreich, Schweiz} und {Deutschland, Polen}.
Dabei bezeichnen {Belgien, Deutschland} und {Deutschland, Belgien} dieselbe Kante.